# XUR (artista musical)
Xurxo Trillo Sendón (Carnota, La Coruña, 23 de junio de 1998) es un cantante, compositor, periodista y comunicador audiovisual español. Se hizo conocido tras su participación en el programa My Camp Rock de Disney Channel España.

## Trayectoria

### 2009-2012: Comienzos,My Camp Rock,Cántame Una Cancióny TVG
A la edad de 9 años, XUR graba un vídeo interpretando la canción This Is Me, de Demi Lovato para la primera edición del concurso My Camp Rock de Disney Channel España. Este concurso consistía en un campamento de verano en el que se aprendía a cantar, bailar y actuar, donde los monitores eran estrellas Disney. El joven, bajo el nombre artístico “Ñas”, se convierte en el quinto clasificado. Es a raíz de esto cuando comienzan sus primeros trabajos como colaborador en la Televisión de Galicia, en programas como Acompáñenos u O país dos ananos, así como sus primeros estudios musicales en la escuela de música ESMU, donde recibe formación instrumental, vocal y en lenguaje musical.
En 2010, ficha por la cadena televisiva Telecinco y se convierte en uno de los participantes del programa musical Cántame Una Canción, presentado por Pilar Rubio y donde coincide con otros artistas activos actualmente como es el caso de Amaia Romero o María Parrado. Tiene la oportunidad de cantar con artistas como Laura Esquivel (protagonista de la serie infantil Patito Feo) o Sergio Rivero (ganador de la cuarta edición del concurso Operación Triunfo). También asiste como invitado a la gala final del programa ¡Más Que Baile! (anteriormente ¡Mira Quién Baila!). Durante este tiempo en Madrid, recibe formación de los profesores Raquel Soto, Arnau Vilà y Joan Carles Capdevila.
Es después de su aparición en el programa Bos días de la Televisión de Galicia cuando se confirma su primer trabajo periódico en la cadena de su comunidad natal. XUR se convertía en colaborador musical del programa Un mundo de nenos.

### 2012-2018:La Voz Kids Españay doblaje
En 2012 asiste como invitado al programa A Solaina de TVG para hablar de su trayectoria en la cadena autonómica de Galicia. A la edad de 14 años, regresa a Telecinco para participar en la primera edición del concurso La Voz Kids España.
XUR comienza a formarse en técnica vocal y jazz en la academia Escola Estudio de Santiago de Compostela (recibiendo clases de los profesores Ramón Bermejo y Robert Sussuma) y es admitido en el célebre Coro da Ra, participando en eventos organizados por empresas como LOS40 o Cadena SER. En 2016, comienza sus estudios en Periodismo y Comunicación Audiovisual en la Universidad de Santiago de Compostela. Es en 2017 cuando anuncia en el programa La Lanzadera de Via Radio su primer trabajo como actor de doblaje para Disney Channel España, concretamente en la serie Star contra las Fuerzas del Mal, participando en la banda sonora y dando vida al personaje Justin Towers. A raíz de este proyecto continúa trabajando en el ámbito del doblaje y la locución y pone voz a diversos anuncios publicitarios. Más tarde, comienza a trabajar con una conocida editorial de libros de texto educativos, convirtiéndose en la voz masculina de sus contenidos multimedia. También da voz a personajes clásicos de Disney en una colaboración con la Banda de Música de Pontevedra.

### 2018-presente:PUÑALES,The XUR ShowySálvame
En 2018, XUR concede dos entrevistas a los programas Vin polo vento y Bamboleo, de Televisión de Galicia. Es en la última donde afirma su traslado a Madrid para trabajar por primera vez en su proyecto musical propio. Una vez en la capital, el cantante comienza a asistir a sesiones de composición discográfica junto a artistas de relevancia nacional. También empieza a producir su primer EP en Barcelona junto al productor musical Miguel García (Allnightproducer), conocido por su trabajo con artistas como Omar Montes, Edurne, Carlos Baute o Dvicio.
El 6 de mayo de 2022, el artista publica su primer sencillo hasta la fecha, titulado Colibrí. La canción viene acompañada por un videoclip para el cual XUR cuenta con la colaboración de Carlos Cabezas, un director de cine a cargo de varios proyectos artísticos de Belén Aguilera u otros nombres como Lola Índigo, Óscar Casas o Manu Ríos. No es hasta el 3 de junio de 2022 cuando su primer álbum de estudio PUÑALES ve la luz. El cantante organiza un evento de presentación al que llama #XURNIGHT y al que acuden numerosos artistas y creadores de contenido del panorama musical español.
En este mismo año, el cantante termina sus estudios universitarios, especializándose en industria televisiva en la Universidad CEU San Pablo; y presenta su primer proyecto periodístico a nivel personal: se trata del pódcast The XUR Show, que sería apadrinado por Nacho Medina, creador de formatos televisivos de éxito como Callejeros o Frank de la Jungla. En este programa, XUR entrevista a celebridades del panorama español. La primera temporada del pódcast ha sido recomendada por medios como La Voz de Galicia o Cadena SER. En octubre de 2022, se confirma una segunda temporada que ha logrado posicionarse entre el 10% de los pódcast más compartidos a nivel mundial en Spotify según Spotify Wrapped y entrar en el Top 100 -Cultura y sociedad- de Apple Podcasts según Podstatus. Algunos de sus invitados estrella han sido la periodista Lydia Lozano, el actor de la serie Élite (Netflix) Álvaro de Juana, la cantante María Parrado, el dúo Marlena (tras alzarse con su primer disco de platino) o la cantante y actriz Lucía Gil. En octubre de 2023 estrena una tercera temporada, que por primera vez incorpora vídeo y a la que se suma un equipo de colaboradores profesionales del mundo del entretenimiento que comentan temas de actualidad.
Por otro lado, XUR se presenta en el programa Sálvame Diario como ahijado de la periodista del corazón Lydia Lozano, y anuncia su participación en el concurso musical Sálvame Mediafest, donde se alza con el tercer puesto gracias a los votos del jurado y la audiencia.
El segundo sencillo del cantante no se publica hasta el 21 de julio de 2023. Se trata de un tema de pop-rock que lleva por título ‘Lucas’, con el que XUR se suma al movimiento de artistas emergentes LGBTIQ+ que emplean sus creaciones musicales para plantar cara al odio. Además, el contraste que genera el trabajo visual con respecto a su anterior proyecto marca el fin de una etapa, al pasar de una paleta de colores tétrica a una vívida y colorida. La canción se convierte en el trabajo más escuchado de XUR hasta entonces, y después de una gira de medios y conciertos en Galicia y Madrid, es seleccionado para interpretarla en la celebración del concierto número 1.000 del WiZink Center de Madrid, junto a otras promesas emergentes y varios artistas consagrados como Miss Cafeína o Raphael. El 7 de diciembre anuncia su primera gira nacional en solitario, XUR On Tour.
En enero del 2025, coescribe el tema Amores de Verano de Nerea Rodríguez en colaboración con Hugo Cobo (ambos conocidos tras su participación en el programa televisivo Operación Triunfo). La canción se lanzó como sencillo del primer álbum de estudio de la artista. Es en junio de este mismo año cuando XUR publica su primer tema en gallego, ‘Ondas de Lira’, lanzado en colaboración con el Ayuntamiento de Carnota.

## Filmografía

### Series de televisión
| Año  | Título                          | Personaje     | Episodios   | Cadena                |
| ---- | ------------------------------- | ------------- | ----------- | --------------------- |
| 2017 | Star contra las Fuerzas del Mal | Justin Towers | 4 episodios | Disney Channel España |

### Programas de televisión
| Año  | Título              | Rol          | Cadena                |
| ---- | ------------------- | ------------ | --------------------- |
| 2009 | My Camp Rock        | Concursante  | Disney Channel España |
| 2009 | Acompáñenos         | Invitado     | TVG                   |
| 2009 | O país dos ananos   | Invitado     | TVG                   |
| 2010 | Cántame Una Canción | Participante | Telecinco             |
| 2010 | ¡Más Que Baile!     | Invitado     | Telecinco             |
| 2010 | Bos días            | Invitado     | TVG                   |
| 2011 | Un mundo de nenos   | Colaborador  | TVG                   |
| 2012 | A Solaina           | Invitado     | TVG                   |
| 2014 | La Voz Kids España  | Concursante  | Telecinco             |
| 2018 | Vin polo vento      | Invitado     | TVG                   |
| 2018 | Bamboleo            | Invitado     | TVG                   |
| 2022 | Sálvame Diario      | Invitado     | Telecinco             |
| 2022 | Sálvame Mediafest   | Concursante  | Telecinco             |

## Discografía

### Álbumes de estudio
| Título  | Detalles de álbum                                                                                            | Posición más alta |
| Título  | Detalles de álbum                                                                                            | ESP               |
| ------- | --- | ----------------- |
| PUÑALES | - Primer álbum de estudio como solista (EP) - Lanzamiento: 3 de junio de 2022 - Formato(s): Descarga digital | ―                 |

### Canciones
| Año  | Canción                                                  | Notas                                              |
| ---- | -------------------------------------------------------- | -------------------------------------------------- |
| 2017 | «Solo Amigos» (de "Star contra las Fuerzas del Mal")     | Banda sonora de la serie de Disney Channel España. |
| 2017 | «Hasta Que Te Vi» (de "Star contra las Fuerzas del Mal") | Banda sonora de la serie de Disney Channel España. |
| 2022 | «Colibrí»                                                | Composiciones propias.                             |
| 2022 | «Tierno»                                                 | Composiciones propias.                             |
| 2022 | «666»                                                    | Composiciones propias.                             |
| 2022 | «Tarde»                                                  | Composiciones propias.                             |
| 2022 | «Preludio»                                               | Composiciones propias.                             |
| 2022 | «Interludio»                                             | Composiciones propias.                             |
| 2023 | «Lucas»                                                  | Composición propia.                                |
| 2025 | «Ondas de Lira»                                          | Composición propia.                                |

## Premios y nominaciones
| Año  | Premio              | Categoría            | Resultado |
| ---- | ------------------- | -------------------- | --------- |
| 2010 | Cántame Una Canción | Mejor Interpretación | Ganador   |